# Északfi (regény)
Északfi (East) Edith Pattou amerikai írónő 2003-ban megjelent regénye. Magyar nyelven a Ciceró Könyvstúdió adta ki 2016-ban. A történet a norvég Keletre a Naptól, Nyugatra a Holdtól című népmesén, illetve Pattou saját feldolgozásán alapszik.
A fagyos északi mesevilág felidézését a fjordokkal, sötét erdőkkel, titokzatos tájakkal és különféle teremtményekkel körbeölelt történetet Uzsoki Eszter pazar, rendkívüli fordítása és Barcza Dániel varázslatos illusztrációi teszik teljessé.
A Magyar Gyermekirodalmi Intézet szakmai zsűrije a 2016-os Gyermek- és Ifjúsági Könyvszemlén az Északfit az ötven legjobb könyv közé válogatta.

## Magyarul
- Északfi; ford. Uzsoki Eszter; Ciceró, Bp., 2016